# قلعه ویلیاندی

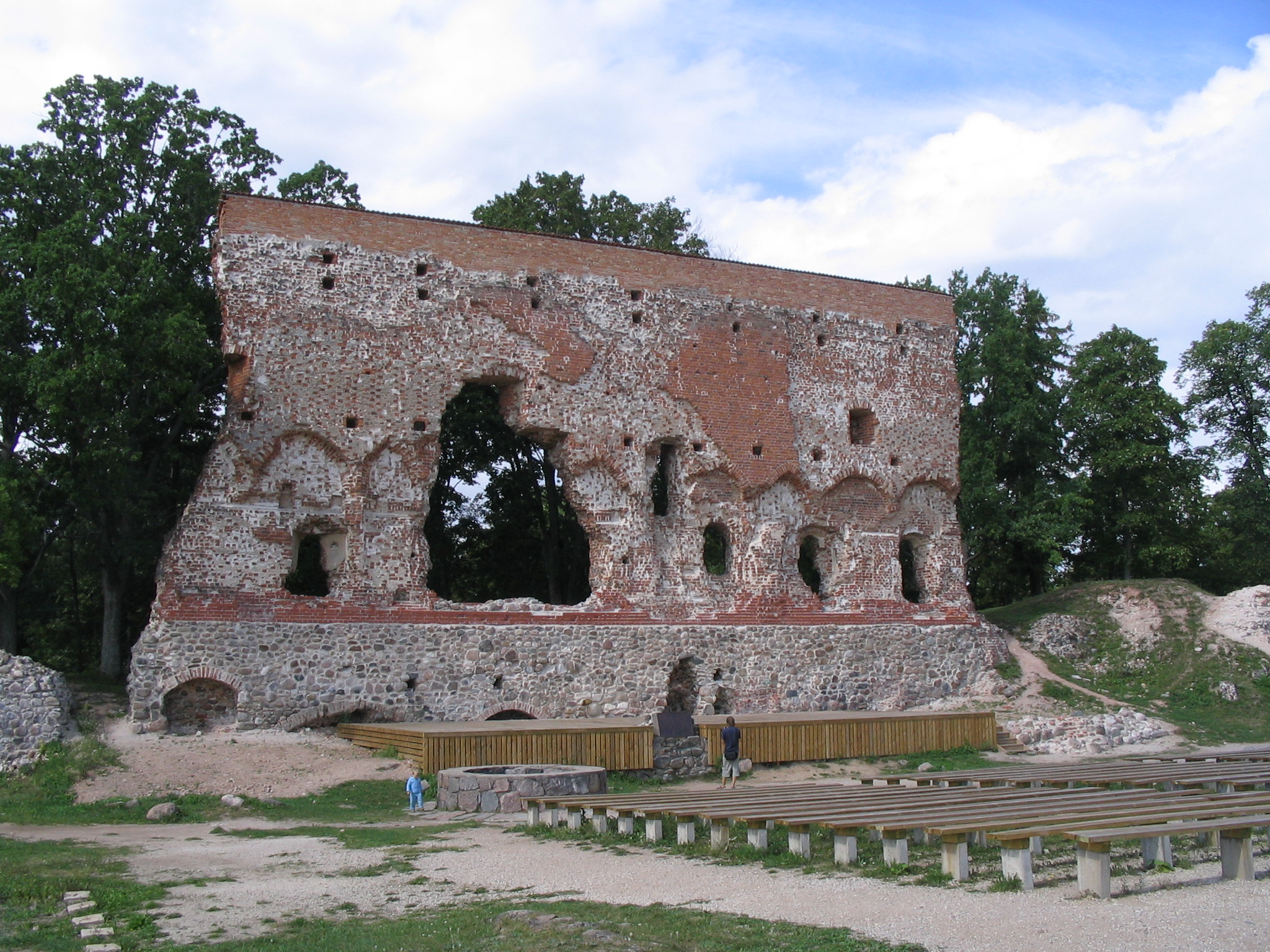
دیواری از یک صومعه در قلعه ویلیاندی

قلعه ویلیاندی (استونیایی: Viljandi ordulinnus) قلعه‌ای متعلق به قرن ۱۳ میلادی در شهر ویلیاندی، استونی است. ساخت این قلعه توسط شوالیه‌های لیوونی در سال ۱۲۲۴ میلادی در مکان یک تپه‌قلعه قدیمی و قوی شروع شده بود. قلعه ویلیاندی در جریان جنگ‌های لهستان-سوئد در اوایل قرن هفدهم میلادی نابود شد اما بقایای آن هنوز در نزدیکی شهر باقی مانده‌است.